# Amastus reinona
Amastus reinona là một loài bướm đêm thuộc phân họ Arctiinae, họ Erebidae.